# 王蓮
王莲，俗稱大王莲，是睡蓮科王蓮屬植物的通稱，學名取自英國的維多利亞女王。
此屬只有两個物種，但於2022年在裘園蓮花館確認第三種。它們擁有巨型奇特似盤的葉片，浮於水面，十分壯觀，並以它嬌容多變的花色和濃厚的香味聞名於世。叶片直径可以达到2.9米。

## 形態
王莲是多年生水生草本植物。根茎直立塊狀，具粗壯發達的側根，質地軟而脆。叶子浮于水面，大而圓，直徑100～300厘米；叶子边缘向上折转、直立，高7～10釐米；上面綠色無刺，下面深红色，有突起的網狀葉脈，脈上具2～3釐米長的銳刺；葉柄長而粗且密佈粗刺；一株大王蓮所有葉片伸展開的覆蓋面約達6～10平方米。王蓮的葉盤可承受3個兒童(50～70 kg)，甚為奇觀。
夏季开花，单生，浮于水面，初为白色，次日变为深红而枯萎。

## 分布
王蓮原產於南美熱帶地區，主要產於巴西、玻利維亞等國。須要高溫、高濕、陽光充足的環境下生長發育。生長適宜的溫度為攝氏25～35度，低於20度時，植株會停止生長。
1825年法國植物學家埃梅·邦普蘭首次對王蓮進行了描述，但未引起重視。在1837年，亞馬遜王蓮被英屬圭亞那的罗伯特·赫尔曼·尚伯克傳入英國，由约翰·林德利進行描述，以「維多利亞女王」之拉丁文定名Victoria regia。並在那裏被當成觀賞植物安家落戶，成為園藝愛好者爭相收藏的對象。當王蓮的子孫首次在英國倫敦開花的時候，吸引了成千上萬的觀眾前往觀賞。到今天，許多現代化的機場大廳、宮殿、廠房，都有應用王蓮這一超承重力的原理。

## 下属物种
本属包括以下物种：
- 亞馬遜王蓮 Victoria amazonica (Poepp.) J.C.Sowerby
- 玻利維亞王蓮 Victoria boliviana Magdalena & L.T.Sm.[6]
- Victoria borbonica Buc'hoz
- 克魯茲王蓮 Victoria cruziana A.D.Orb.

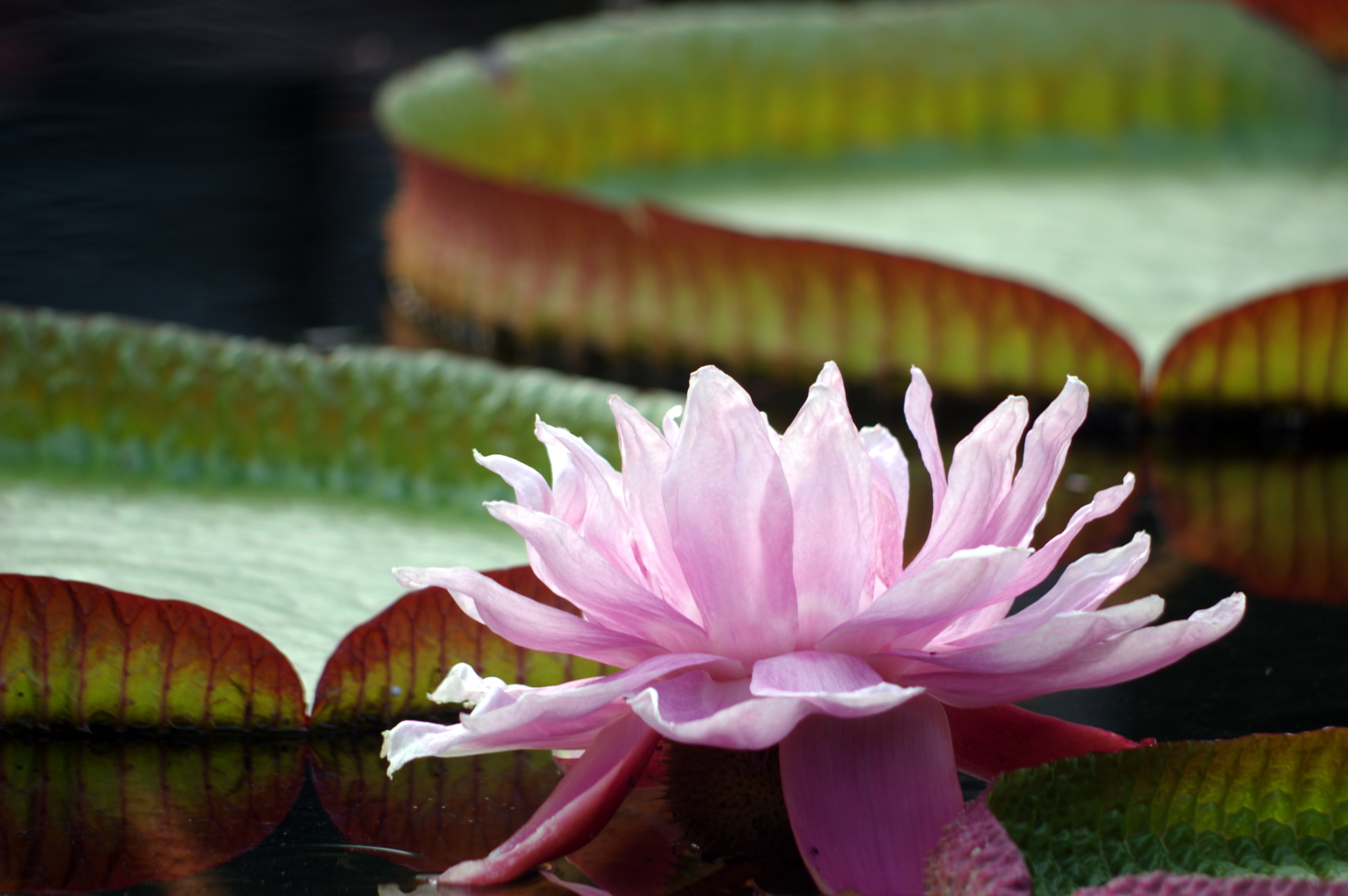
第二天開的王蓮
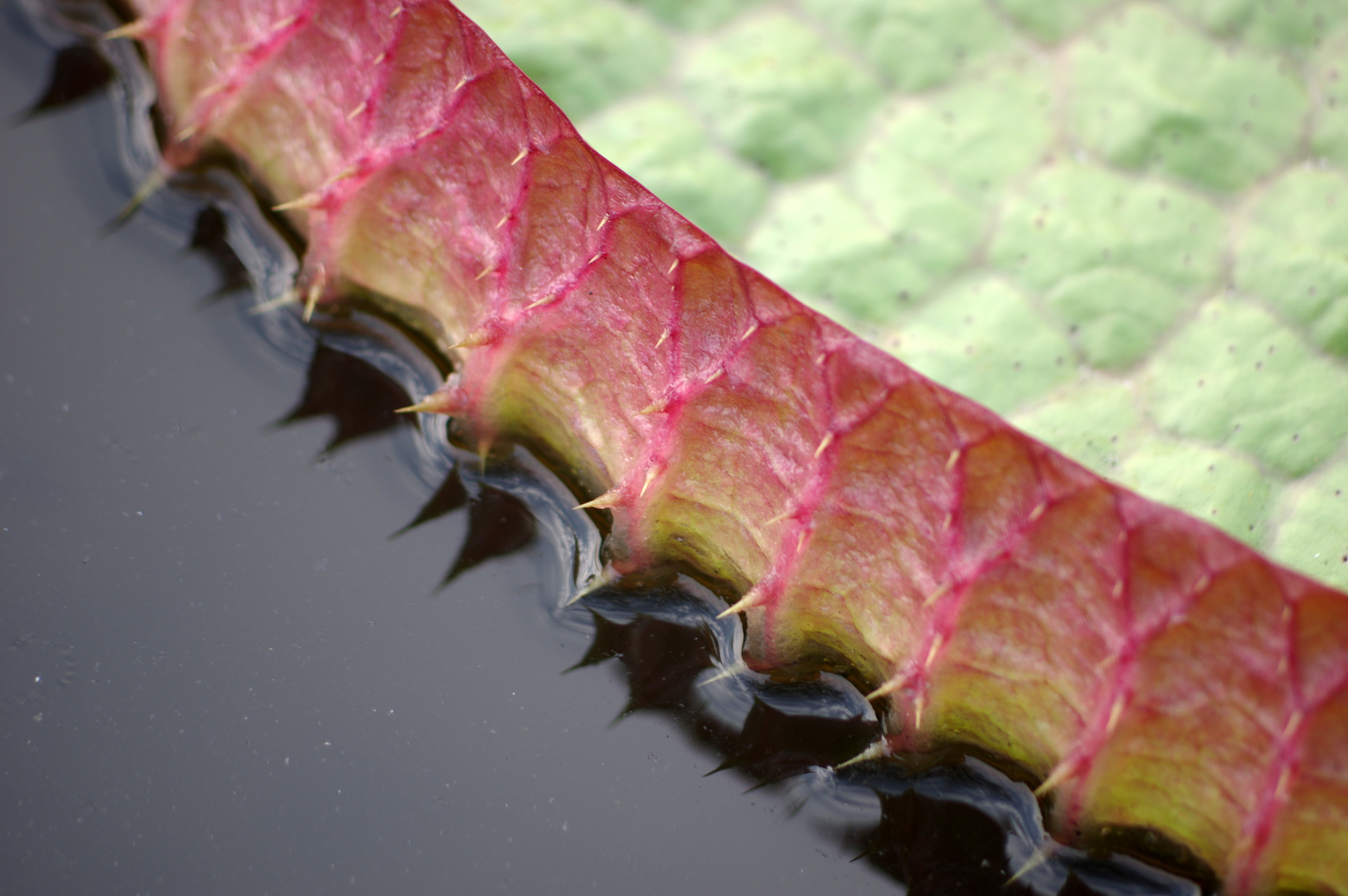
王蓮的刺
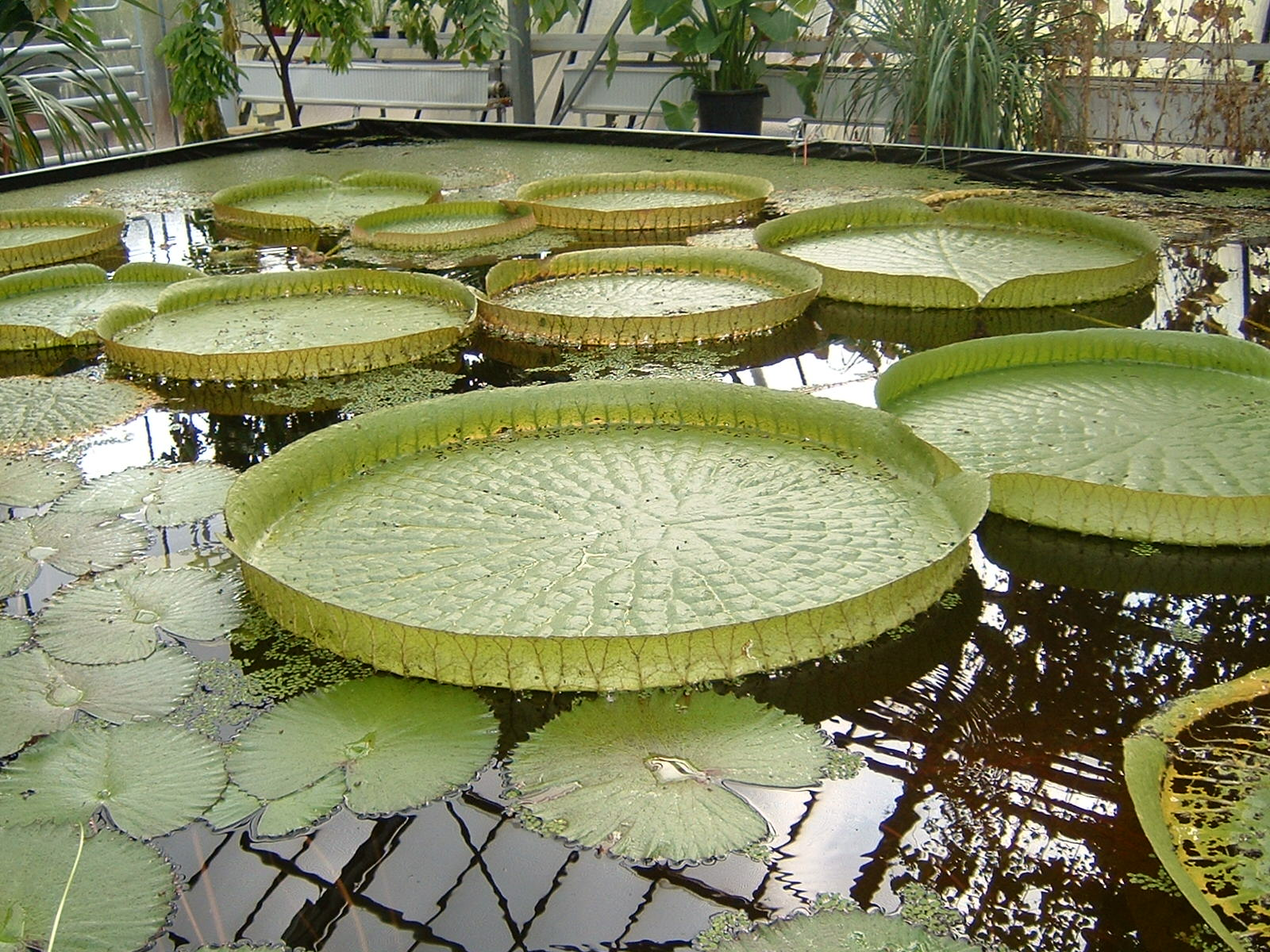
王蓮的巨大蓮葉
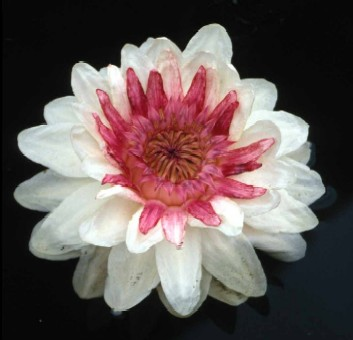
克魯茲王蓮的花朵
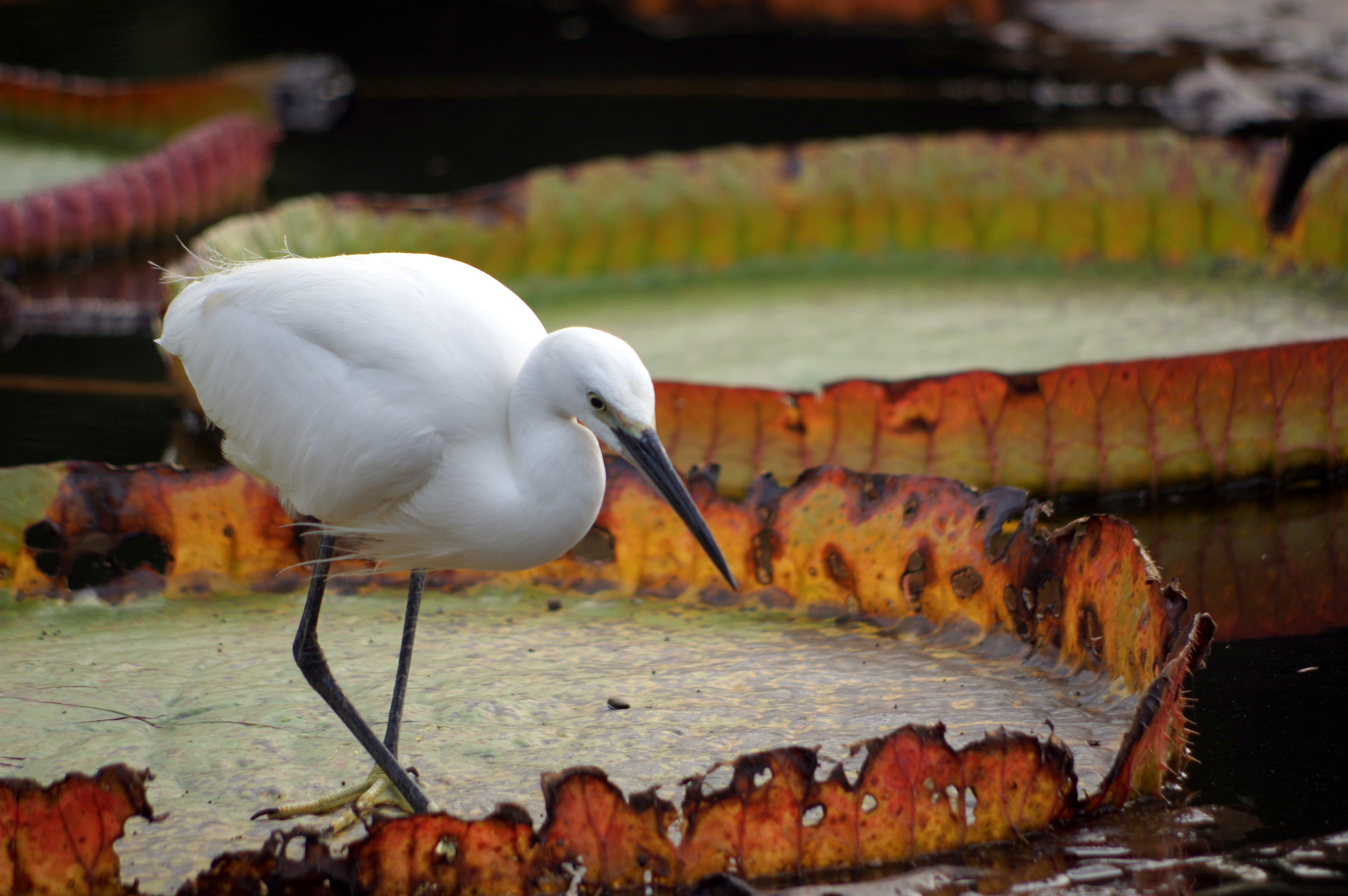
白鷺鷥立於王蓮的葉面上